# Тюльпан Шренка
Тюльпа́н Шре́нка (Tulipa schrenkii) — вид багаторічних рослин родини лілійних. Занесений до Червоної книги України. Один із найстаріших культурних тюльпанів, на основі якого виведено багато сортів.

## Опис
Трав'яниста рослина 10-40 см заввишки (окремі особини можуть не перевищувати 3-6 см) та 1,5-38 см завширшки, геофіт, ефемероїд. Цибулини завширшки 2,5-3 см, яйцеподібні з бурими тонкошкірястими, з внутрішнього боку притиснутоволосистими оболонками. Стебла голі або у верхній частині опушені, їх верхня частина нерідко має червонувате забарвлення. Листків 2-4, вони широколанцетні, сизі, по краю хвилясті, зазвичай зісподу опушені, завдовжки 3-20 см, завширшки 0,9-6,4 (в середньому 3-4) см, завтовшки 0,2-0,8 см.
Квітки 2,5-7 см завдовжки, поодинокі, зі слабким ароматом. Колір пелюсток найчастіше вогняно-червоний, рідше — жовтий, білий, бузково-рожевий, трапляються строкаті особини. Біля основи кожної пелюстки помітна жовта або чорна пляма. Кінці пелюсток можуть бути гострими або заокругленими. Тичинки жовті або чорні. Плід — коробочка до 20-40 мм завдовжки і до 20 мм завширшки.

## Екологія та поширення
Рослина світлолюбна, посухостійка, віддає перевагу звичайним і південним чорноземам, каштановим ґрунтам. Зростає у степах, напівпустелях, на степових солонцях, відслоненнях вапняків і крейди. В гірських районах підіймається до висоти 600 м над рівнем моря.
Цвітіння відбувається у квітні-травні, плодоносить у червні-липні. Розмножується насінням та вегетативно (цибулинами).
Ареал простягається від Північного Причорномор'я і пониззя Дону через Кавказ, Закавказзя, захід Ірану до Західного Казахстану, Центральної Азії, Західного Сибіру, Китаю. В Україні трапляється в Одеській, Миколаївській, Херсонській, Запорізькій, Донецькій, Дніпропетровській, Луганській областях, особливо численний в Криму.

## Статус виду
Українські популяції потерпають від збирання квітів для букетів, викопування цибулин, надмірного випасання худоби, розорювання степів. Як вид, що знаходиться на північно-західній межі ареалу, тюльпан Шренка охороняється в заповідниках «Асканія-Нова», Луганському, Українському степовому, Карадазькому, Чорноморському, а також в Азово-Сиваському національному парку.

## Застосування
Завдяки яскравому забарвленню серед дикорослих тюльпанів цей вид є одним з найгарніших. Він також одним з найперших введений у культуру. Сталося це в околицях міста Кафа (сучасна Феодосія). Звідси «вогняні» тюльпани були завезені в Османську імперію, де набули великої популярності. Наприклад, за часів правління султана Селіма II (1574 р.) з Кафи було вивезено 300 000 цибулин тюльпанів Шренка для прикрашення саду палацу Топкапи.
Після того, як з культурою тюльпанів познайомилися голландці, рослину почали широко використовувати для гібридизації з іншими видами. Таким чином, наприкінці XVI ст. на основі тюльпану Шренка було виведено перші культурні сорти, зокрема 'Дюк ван Толь', який вважається класичним. В сучасній селекції тюльпанів вид відіграє важливу роль. Сорти, виведені на основі тюльпану Шренка, відносять переважно до класу Тріумф (клас 3). Крім того, в межах класу 15 культивують і дикі форми цієї рослини.

## Систематика
Вперше вид описаний Альбрехтом Вільгельмом Ротом в 1794 році під назвою Tulipa suaveolens (лат. «тюльпан запашний»). Сучасну назву рослина дістала від Едуарда Регеля в 1873 році. Німецький ботанік назвав вид на честь мандрівника Олександра Густава фон Шренка, який доклав багато зусиль для дослідження Казахстану і Киргизії.
Тривалий час обидві старовинні назви вважалися тотожними, втім сучасні систематики схиляються до думки, що синонімом тюльпана Шренка слід вважати Tulipa gesneriana subsp. schrenkii (Regel) Nyman.